# .amazon
.amazon este un domeniu de nivel superior de marcă operat de compania de comerț electronic Amazon, acordat acestora în mai 2019.

## Istorie
Amazon.com a aplicat pentru extensia acestui nume de domeniu în 2012, iar cererea a fost aprobată inițial. Totuși, decizia a fost anulată după ce Peru și Brazilia au obiectat, obiecția fiind susținută de Comitetul Consultativ Guvernamental (un grup care reprezintă guvernele în cadrul ICANN) și care a recomandat în 2013 ca aplicația Amazon.com să nu fie aprobată.
Bolivia, Brazilia, Columbia, Ecuador, Guyana, Peru, Surinam și Venezuela (țări membre ale Organizației Tratatului de Cooperare Amazoniană) s-au opus propunerii, considerând că aceasta ar putea dăuna intereselor țărilor lor și au propus ca guvernarea domeniului să fie împărțită între statele membre și companie.
ICANN a îndrumat părțile implicate să negocieze o rezoluție. Țările au dorit să primească domenii specifice sub acest domeniu de nivel superior, în timp ce Amazon a propus ca fiecărei națiuni să i se ofere un domeniu de nivel secundar bazat pe codul lor de țară. Conform notelor de întâlnire ICANN, „numele Amazon, în orice limbă, face parte din patrimoniul cultural și identitatea țărilor din Amazon, iar utilizarea sa ca nume de domeniu de nivel superior, dacă nu este altfel convenită de țările din Amazon, trebuie rezervată pentru promovarea intereselor și drepturilor popoarelor amazoniene și a incluziunii acestora în societatea informațională.”
În 2017, un Proces de Revizuire Independent a decis în favoarea Amazon.com. Negocierile au stagnat ulterior, iar în decembrie 2019 ICANN a semnat un acord cu Amazon.com.